# Seznam postav z filmu Není král jako král
Tento článek pojednává o fiktivních postavách z animovaného filmu společnosti Disney z roku 2000 - Není král jako král, jeho pokračování Není Kronk jako Kronk a televizního seriálu Vladařova nová škola.

## Kuzco
Kuzco (/ˈkuːskoʊ/; namluvený primárně Davidem Spadem, v seriálu J. P. Manouxem) je osmnáctiletý císař Inků. Jeho jméno je odkazem na starobylé město Cusco.
Kuzco je zpočátku vylíčen jako arogantní, bezcitný a rozmazlený narcis, ale má smysl pro šarm a styl. Ve filmu Není král jako král je Kuzco proměněn Yzmou v lamu, která ho má v úmyslu otrávit, aby si nárokovala trůn pro sebe. Je považován za mrtvého a ztraceného v džungli. Kuzco se spojí s Pachou, pastevcem lam, který Kuzcovi pomůže proměnit se zpět v člověka a znovu získat jeho důstojnost a trůn.
Kuzco se občas objevil v Adventurelandu v zábavních parcích Disney. Účinkoval také v televizním seriálu House of Mouse a jeho filmové adaptaci Mickey's Magical Christmas.

## Pacha
Pacha (/ˈpɑːtʃə/; namluvený primárně Johnem Goodmanem, v první sérii seriálu Vladařova nová škola Fredem Tatasciorem) je farmář žijící na venkově Inků. Byl postavou přidanou během produkčního procesu, která kompletně přepracovala příběh. Původně měla pomáhat vladaři Kuzcovi, který se stal lamou, žena a měl tak vzniknout potenciální milostný zájem nezdvořilého teenagera. Zásadní přepracování příběhu udělalo z filmu příběh o kamarádech, kde Pacha a Kuzco musí projít dobrodružstvím společně. Jeho jméno je pravděpodobně odkazem na inckého císaře Pachacutiho a v kečuánštině znamená „země“.
Pacha je přátelský rolník, otec od rodiny a poddaný v Kuzcově království. Jeho odvaha, spolehlivost a hodnota přátelství i rodiny pomáhají Kuzcovi proměnit se v příjemného a zralého mladého muže. Pacha je ženatý s Chichou, která čeká dítě jménem Yupi. Během natáčení prvního filmu mají dvě děti: dceru Chacu a mladšího syna Tipa. Yupi se narodí během filmu a objeví se v seriálu.

## Yzma
Yzma (/ˈiːzmə/; zpočátku ji namluvila Eartha Kittová) je Kuzcova hlavní rodičovská opatrovnice, poradkyně a hlavní protivnice celé série. Je to lstivá a mocensky chamtivá žena, která ovládá lektvary, jež jí umožňují proměňovat ostatní ve zvířata. Pokračuje v pomstě Kuzcovi, zatímco se z něj stává moudřejší vládce.
V prvním filmu Yzma vymyslí složitý plán, jak Kuzca zabít, než se rozhodne ho jednoduše otrávit. Koncept, že vymyslí nesmyslný plán, než se rozhodne pro snadněji realizovatelný nápad (vždy lektvar), byl později použit jako vtip v seriálu Vladařova nová škola.
V televizním seriálu House of Mouse se Yzma krátce objeví v epizodě „Pluto vs. Figaro“.
Yzma byla jednou z padouchů v seriálu Villains Tonight! pro Disney Cruise Line's Disney Magic a Disney Dream.
Ve franšíze Descendants má dceru jménem Yzla, která se objevuje v sérii románů Ostrov ztracených. V animovaném krátkém seriálu Descendants: Wicked World má syna jménem Zevon (namluvený Bradleym Stevenem Perrym), který vystupuje jako hlavní protivník ve druhé sérii seriálu.

## Kronk
Kronk Pepikrankenitz (namluvil Patrick Warburton) je svalnatý a pomalý Yzmin poskok. Jeho role je především komická. Kdykoli čelí morálnímu dilematu, objeví se menší verze Kronka, anděl a ďábel, kteří se obvykle mezi sebou perou, místo aby mu pomáhali.
Kronk hraje ve filmu Není Kronk jako Kronk šéfkuchaře a majitele restaurace Mudka's. Zde se objevují i jeho vyvolená - paní Sýkorková a jeho otec - Papi (namluvil John Mahoney).
Ve Vladařově nové škole hraje Kronk roli Yzmina pomocníka, ačkoli má přátelský vztah i s Kuzcem a někdy mu pomáhá, protože je také jeho spolužákem na Kuzcově akademii. Jako vtip si nikdy nepamatuje, že principálkou Amzy je ve skutečnosti Yzma. Další vtip se točí kolem Kronkova pokusu aktivovat přístup do tajné laboratoře, jak to vychází z původního filmu: nejčastěji zatáhne za špatnou páčku, a proto na Yzmu téměř vždy něco spadne, než chybu napraví. Na konci seriálu Kuzco jmenuje Kronka svým novým poradcem, zatímco Yzma se stává Kronkovým asistentem.

## Další postavy
Z filmu Není král jako král:
- Pachova rodina:
  - Chicha (namluvena Wendie Malickovou) je Pachova manželka. Po většinu prvního filmu je těhotná se svým třetím dítětem, Yupim, které se narodí před závěrečnou scénou. Ve druhém filmu ji Kronk požádá, aby se vydávala za jeho manželku, protože slíbil svému otci, že si ji vezme. Ve Vladařově nové škole často slouží Kuzcovi jako mateřská postava.
  - Chaca a Tipo (namluvení Kellyann Elsovou, Eli Russel Linnettzovou, později Michaelou Jill Murphyovou a Shane Baumelovou) jsou děti Pachy a Chichy, které se neustále snaží navzájem překonat a soupeří o pozornost svého otce. Ve filmu Není Kronk jako Kronk se připojí ke Kronkovým mladým Chipmunkům v kempu Chippamunka.
  - Yupi je dítě Pachy a Chichy. Narodí se na konci prvního filmu. Ve druhém filmu, když ho Chaca představuje Papimu, poprvé zmíní své jméno a současný věk, když řekne, že mu je půl roku.
- Matta (namluvená Patti Deutschovou) je servírka v Kronkově restauraci.
- Rudy (namluvený Johnem Fiedlerem, později Travisem Oatesem) je starý muž, který se poprvé objeví, když omylem přeruší Kuzcovu „hru“, za což je vyhozen z okna. V seriálu pracuje jako školník v Kuzcově akademii.
- Bucky (namluvený Bobem Bergenem) je veverka, která se později spřátelí s Kronkem a stane se jeho asistentem při výuce veverštiny.
- Topo a Ipi (namluvený Jeffem Bennettem) jsou dva staří muži, kteří se ve filmu Není král jako král objevují jen okrajově. Ve filmu Není Kronk jako Kronk hrají důležitější roli jako součást obyvatel domova důchodců, které Yzma oklamala. V seriálu Vladařova nová škola se objevují opakovaně.
- Královský záznamník (namluvený Joeem Whytem ve filmu Není král jako král a Ripem Taylorem ve Vladařově nové škole) se ve filmu Není král jako král objevuje jako ten, kdo má na starosti nalezení nevěsty pro Kuzca. Ve Vladařově nové škole se objevuje jako opakující se postava, která Kuzcovi připomíná pravidla, aby se stal císařem. Postava se také objeví v epizodě „Pluto vs. Figaro“ seriálu House of Mouse.
- Doručovatel (namluvený Jeffem Bennettem, Fredem Tatasciorem a Brianem Cummingsem) je neschopný doručovatel.
- Chester je krokodýl, mazlíček Yzmy a Kronka.
- Brouk a opice se krátce objeví ve filmu Není král jako král, v jednom okamžiku ukazují široký pohled na vodopád, ze kterého se Kuzco chystal spadnout, než ho chytil Kronk, brouk je při tom na větvi a v tu chvíli se objeví opice, která brouka sní. Podobné scény s nimi se objevují jako opakující se vtip ve Vladařově nové škole.

Z filmu Není Kronk jako Kronk:
- Paní Sýkorková (namluvena Tracey Ullmanovou) je táborová poradkyně, která představuje jako Kronkův milostný zájem ve filmu Není Kronk jako Kronk.
- Papi (namluvený Johnem Mahoneym) je Kronkův otec.
- Hildy (namluvená April Winchellovou) je stará žena a Kronkova přítelkyně.
- Marge a Tina (namluvená April Winchellovou) jsou dvě sekretářky, které si Kronk najme, když vydělá jmění.

## Postavy ze seriálu Vladařova nová škola

### Malina
Malina (namluvená Jessicou DiCicco) je roztleskávačka a předsedkyně školní rady, do které je Kuzco zamilovaný. Je to studentka s výbornými výsledky a je hnaná touhou vyniknout až téměř k bodu nervového zhroucení, pokud neudělá vše, co je v jejích silách. V posledním dílu seriálu jde na rande s Kuzcem poté, co se stane vladařem a stane se tak jeho přítelkyní.

### Vedlejší postavy
- Flaco Moleguaco (namluvený Curtisem Armstrongem) je učitel na Kuzcově akademii. Nesnáší Kuzcovo chytrácké chování a často mu vyhrožuje, že ho nechá propadnout.
- Trenérka Sweatyová (namluvená Candi Milovou) je trenérkou na Kuzcově akademii.
- Yatta (namluvená Miley Cyrusovou) je studentkou na Kuzcově akademii a servírkou v Kronkově restauraci.
- Ramon (namluvený Rene Mujicou) je atletický student na Kuzcově akademii. Malina je do něj zamilovaná, což Kuzca velmi znechucuje.
- Pan Purutu (namluvený Benem Steinem) je poradcem na Kuzcově akademii.
- Moxie (namluvený Greyem DeLislem) je studentem na Kuzcově akademii.
- Urkon (namluvený Jeffem Bennettem) je vůdcem vesnice a hlavou Familylympics.
- Curi, Cuxi a Cuca (namluvené Courtney Peldonovou) jsou roztleskávačky na Kuzcově akademii.
- Guaca (namluvený Justinem Cowdenem) je studentem na Kuzcově akademii.
- Yu a Tu (namluveni Gabrielem Iglesiasem) jsou dvojčata, studenti na Kuzcově akademii.
- Kavo (namluvený Kevinem Michaelem Richardsonem) je studentem na Kuzcově akademii, který se kvůli svému hlubokému hlasu a chování jeví jako tyran.

### Další postavy
- Domácí úkol (namluvený Frankem Welkerem) se objevuje v dílu „Vladařův nový mazlíček“. Je to kocour, o kterého má Kuzco pečovat, aby se naučil zodpovědnosti. Dočasně se promění v pantera a uprchne do divočiny, než se vrátí zpět ke Kuzcovi.
- Děsivý stařík (namluvený Frankem Welkerem) se objeví v dílu „Záhada Michú Pachua“. Je to starý muž, který Kuzcovi vypráví legendu o Michú Pachuovi.
- Bezpečnostní kamera (namluvená Jeffem Bennettem) se objeví v dílu „Oops, All Doodles“. Pracuje jako člen ochranky na Kuzcově akademii.
- Zim (namluvený Dylanem Sprousem) a Zam (namluvený Coleem Sprousem) se objevují v dílu „Chipmunky Business“. Jsou to Yzmini prasynovci.
- Krank Pepikrankenitz (namluvený Dantem Bascem) se objeví v dílu „Střet rodin“. Je Kronkovým bratrem.
- Pan Sneaks se objeví v dílu „Střet rodin“. Je to Kronkův rodinný kocour.
- Ozker (namluvený Corey Burtonem) se objeví v dílu „The New Kid“. Je univerzitním šampionem v desetiboji.
- Furi (namluvená Chloë Grace Moretzovou) se objeví v dílu „Kuzcogarten“. Je studentkou Kuzcogartenu a Tipovou kamarádkou.
- Slečna Ni (namluvená Tishou Terrasini Bankerovou) se objeví v dílu „Evil and Eviler“. Je to deratizátorka, kterou si Yzma najme, aby se zbavila Kuzca.
- Cyro the Sneaky (namluvený Kevinem Michaelem Richardsonem) se objeví v dílu „Evil and Eviler“. Je to nechvalně známý padouch.
- Imatcha (namluvený Michaelem Goughem) se objeví v dílu „Kuzcova nevěsta“. Je Kuzcovým dohazovačem, který se po Kuzcově narození vydal najít Kuzcovi perfektní nevěstu.
- Lalala (namluvená Teresou Ganzelovou) se objeví v dílu „Kuzcova nevěsta“. Je to princezna, kterou se Imatcha snaží Kuzca donutit k sňatku.
- Azma (namluvená Ellen Albertini Dowovou) se objeví v dílu „Kuzcova nevěsta“. Je Yzminou 119letou matkou.
- Pan Nadaempa (namluvený Johnem DiMaggiem) se objeví v dílu „Attack Sub“. Je suplujícím učitelem a Moleguacovým bratrancem.
- Doručovací klaun (namluvený Markem Schiffem) se objeví v dílu „Monster Masquerade“. Je to pošťák na Kuzcově akademii.
- Dirk Brock (namluvený Joeyem Lawrenceem) se objeví v dílu „Vladařův nový muzikál“. Je to rocková hvězda, která je najata, aby získala peníze pro Kuzcovu akademii.
- Fuzzico se objeví v dílu „Kuzcovo malé tajemství“. Je to činčila, kterou si Kuzco dočasně adoptuje, než ji vrátí do volné přírody.